# Douglas (Alabama)
Douglas es un pueblo ubicado en el condado de Marshall en el estado estadounidense de Alabama. En el censo de 2000, su población era de 530. 

## Demografía
En el 2000 la renta per cápita promedia del hogar era de $ 33.594$ , y el ingreso promedio para una familia era de 36.000$. El ingreso per cápita para la localidad era de 22.410$. Los hombres tenían un ingreso per cápita de 32.143$ contra 19.375$ para las mujeres.

## Geografía
Douglas está situado en 34°10′18″N 86°19′12″O / 34.17167, -86.32000 (34.171631, -86.319967).
Según la Oficina del Censo de los EE. UU., la ciudad tiene un área total de 3.11 millas cuadradas (8.05 km ²).